# Abiy Ahmed
Abiy Ahmed Ali (Amhaars: አብይ አህመድ አሊ, Beshasha, 15 augustus 1976) is een Ethiopisch politicus. Hij werd op 2 april 2018 beëdigd tot de twaalfde premier van het land. Hij is voorzitter van de Welvaartspartij, het voormalige Ethiopisch Volksrevolutionair Democratisch Front (EPRDF). In 2019 kreeg hij de Nobelprijs voor de Vrede. 

## Loopbaan
Abiy Ahmed werd geboren in Beshasha in de regio Oromia als zoon van een moslim Oromo vader en een orthodox-christen Amhara moeder. Zelf is hij actief in de Ethiopische pinksterbeweging. Abiy Ahmed was een goed student en behaalde tijdens zijn dienstplicht in 2001 een bachelor computerwetenschappen. Hij behaalde vervolgens in 2011 een Master of Arts in Transformational leadership van de University of Greenwich via de samenwerking van de universiteit met het International Leadership Institute in Addis Abeba. Aansluitend behaalde hij eveneens een MBA aan het Leadstar College of Management and Leadership in 2013 en promoveerde in 2017 tot doctor aan de universiteit van Addis Abeba.
Overlappend met zijn studietijd bouwde Abiy Ahmed ook een militaire carrière op. Hij was in dienst van 1991 tot 2010 en eindigde in de rang van luitenant-kolonel. Hij diende tijdens de Ethiopische burgeroorlog, is mee ingezet in UNAMIR in 1995 en de Eritrees-Ethiopische oorlog van 1998 tot 2000.
Abiy Ahmed werd een eerste maal verkozen in het Ethiopisch parlement in 2010 als volksvertegenwoordiger van Agaro. Hij werd in 2015 herkozen.
In februari 2018 legde zijn voorganger Desalegne zijn premierschap neer om hervormingen mogelijk te maken. Verder trok Desalegne zich terug als voorzitter van de regeringspartij EPRDF.
In het land was het al lange tijd onrustig. In de protesten tegen politieke ongelijkheid, landonteigening en mensenrechtenschendingen van de afgelopen jaren waren honderden doden gevallen en duizenden mensen opgepakt. De meeste demonstranten zijn Oromo en Amharen, de twee grootste etnische groepen in Ethiopië, die samen 60% van de bevolking vormen. Velen voelen zich oneerlijk behandeld door de machthebbers, die vooral behoren tot de Tigrinya-groep, die minder dan 7% van de bevolking uitmaakt. In die omstandigheden werd Desalegne opgevolgd door Abiy Ahmed Ali.
Een van de eerste maatregelen van Abiy was de vrijlating van tienduizenden dissidente Ethiopiërs. Verder ging hij een dialoog aan met opposanten in het buitenland. De staatssector is dominant en Abiy wil de rol hiervan in de economie terugdringen. In 1998 raakte het land in oorlog met buurland Eritrea. In 2000 werd een vredesakkoord gesloten, maar de spanning aan de grens bleef onverminderd zolang de Tigrinya Ethiopië regeerden. In juni 2018 ging Isaias Afewerki, de president van Eritrea, in op een uitnodiging van Abiy om hun grensconflict te beslechten. Een arbitragetribunaal (de 'Eritrea/Ethiopia Boundary Commission') had Eritrea in 2002 gelijk gegeven, maar Ethiopië weigerde de bezette grensstad Badme terug te geven. Abiy is daartoe nu wel bereid.
Eind juli 2018 bracht Abiy Ahmed ook een verzoening tot stand in de Ethiopisch-Orthodoxe Tewahedo Kerk, die sinds 1991 verdeeld was in twee synodes en twee patriarchen.
In oktober 2018 presenteerde Abiy Ahmed zijn nieuwe kabinet, dat voor de helft uit vrouwen bestaat. Volgens Abiy zijn vrouwen minder corrupt dan mannen. Ter gelegenheid van de benoeming van Sahle-Work Zewde als president op voorspraak van Abiy, twitterde zijn stafchef: In een patriarchale samenleving als de onze vormt de benoeming van een vrouwelijk staatshoofd niet alleen de maatstaf voor de toekomst, maar wordt het ook normaal dat vrouwen besluitvormers in het publieke domein zijn. Op Abiys voordracht heeft het land sinds 1 november 2018 ook voor het eerst een vrouw als opperrechter. Het parlement benoemde Meaza Ashenafi unaniem tot voorzitter van het hooggerechtshof.
Onder zijn bestuur werd het Groot Paleis van Addis Abbeba grotendeels voor het publiek opengesteld. Het paleis was de residentie van de omstreden keizer Menelik II, die met wrede hand Abessinië verenigde.
In 2019 kreeg Abiy de Nobelprijs voor de Vrede 'voor zijn inspanningen om vrede en internationale samenwerking te bereiken, en in het bijzonder voor zijn beslissende initiatief om het grensconflict met buurland Eritrea op te lossen'.
Zijn vredesinitiatief bleek al snel slechts een wisseling van bondgenootschap te zijn. Regionale verkiezingen in Tigray, door het Volksbevrijdingsfront van Tigray (TPLF) georganiseerd buiten de centrale regering om, werden aangegrepen om het gebied binnen te vallen. Vooral de soldaten uit Eritrea maakten zich schuldig aan moord en verkrachting. De regioregering vluchtte de bergen in, hergroepeerde haar troepen en wist een deel van haar grondgebied te heroveren. Er is een slepende oorlog ontstaan met wisselende successen en met van alle kanten grof geweld. Van het imago van Abiy Ahmed als Nobelprijswinnaar was niets meer over. De burgeroorlog maakte ook een einde aan de democratische hervormingen van Abiy. Politieke tegenstanders verdwenen weer in de gevangenis en de pers legde zich zelfcensuur op.
In oktober 2021 werd Abiy Ahmed officieel beëdigd voor een tweede termijn van 5 jaar. Zijn partij won in juli met een grote meerderheid de parlementsverkiezingen ook omdat de belangrijkste oppositiepartijen de verkiezingen hadden geboycot omdat hun kandidaten werden opgepakt en partijkantoren waren vernield.

## Plagiaatbeschuldigingen rond zijn doctoraatsproefschrift
In 2023 publiceerden onderzoekers verbonden aan de World Peace Foundation van de Tufts-universiteit, samen met Ethiopische academici, een kritische analyse van de doctoraatsthesis van Ahmed, verdedigd in 2017 aan de Universiteit van Addis Abeba. Volgens hun rapport zou het tweede hoofdstuk een gelijkenis van 62% vertonen volgens de plagiaatsoftware Turnitin, met gelijkaardige passages verspreid over de volledige 41 pagina’s van dat hoofdstuk. De auteurs stellen dat deze overnames zonder correcte bronvermelding als plagiaat kunnen worden beschouwd, en bevelen aan dat de universiteit de toekenning van het doctoraat herbekijkt. Noch Abiy Ahmed, noch de universiteit heeft publiek gereageerd op deze aantijgingen.

## Privé
Abiy Ahmed is gehuwd met Zinash Tayachew, een Amhara vrouw uit Gondar. Zij hebben samen drie dochters en een geadopteerde zoon. Ze leerden elkaar kennen in het leger.
- Gemeinsame Normdatei: 1164469789
- International Standard Name Identifier: 0000 0004 7868 8714
- Library of Congress Control Number: no2018157169
- Virtual International Authority File: 996153472507845360008
- WorldCat: E39PBJxhgF36p7tqbdRgGkH6Kd

1901: Dunant, Passy ·
1902: Ducommun, Gobat ·
1903: Cremer ·
1904: Institut de Droit International ·
1905: Von Suttner ·
1906: Roosevelt ·
1907: Moneta, Renault ·
1908: Arnoldson, Bajer ·
1909: Beernaert, Balluet d'Estournelles de Constant ·
1910: IPB ·
1911: Asser, Fried ·
1912: Root ·
1913: La Fontaine ·
1917: ICRC ·
1919: Wilson ·
1920: Bourgeois ·
1921: Branting, Lange ·
1922: Nansen ·
1925: Chamberlain, Dawes ·
1926: Briand, Stresemann ·
1927: Buisson, Quidde ·
1929: Kellogg ·
1930: Söderblom ·
1931: Addams, Butler ·
1933: Angell ·
1934: Henderson ·
1935: Von Ossietzky ·
1936: Lamas ·
1937: Cecil ·
1938: Office international Nansen pour les réfugiés ·
1944: ICRC ·
1945: Hull ·
1946: Balch, Mott ·
1947: Friends Service Council, American Friends Service Committee ·
1949: Orr ·
1950: Bunche ·
1951: Jouhaux ·
1952: Schweitzer ·
1953: Marshall ·
1954: Hoog Commissariaat voor de Vluchtelingen (UNHCR) ·
1957: Pearson ·
1958: Pire ·
1959: Noel-Baker ·
1960: Luthuli ·
1961: Hammarskjöld ·
1962: Pauling ·
1963: ICRC, IFRC ·
1964: King ·
1965: UNICEF ·
1968: Cassin ·
1969: Internationale Arbeidsorganisatie ·
1970: Borlaug ·
1971: Brandt ·
1973: Kissinger, Lê Đức Thọ ·
1974: MacBride, Satō ·
1975: Sacharov ·
1976: Williams, Corrigan ·
1977: Amnesty International ·
1978: Sadat, Begin ·
1979: Moeder Teresa ·
1980: Esquivel ·
1981: Hoog Commissariaat voor de Vluchtelingen (UNHCR) ·
1982: Myrdal, Robles ·
1983: Wałęsa ·
1984: Tutu ·
1985: IPPNW ·
1986: Wiesel ·
1987: Arias ·
1988: VN-vredesmacht ·
1989: Gyatso ·
1990: Gorbatsjov ·
1991: Suu Kyi ·
1992: Menchú ·
1993: Mandela, De Klerk ·
1994: Arafat, Peres, Rabin ·
1995: Rotblat, Pugwash Conferences on Science and World Affairs ·
1996: Ximenes Belo, Ramos-Horta ·
1997: ICBL, Williams ·
1998: Hume, Trimble ·
1999: AzG ·
2000: Dae-jung ·
2001: VN, Annan ·
2002: Carter ·
2003: Ebadi ·
2004: Maathai ·
2005: IAEA, El-Baradei ·
2006: Grameen Bank, Yunus ·
2007: Gore, IPCC ·
2008: Ahtisaari ·
2009: Obama ·
2010: Liu ·
2011: Johnson Sirleaf, Gbowee, Karman ·
2012: Europese Unie ·
2013: OPCW ·
2014: Satyarthi, Yousafzai ·
2015: Kwartet voor Nationale Dialoog in Tunesië ·
2016: Santos ·
2017: ICAN ·
2018: Mukwege, Murad Basee ·
2019: Ahmed ·
2020: Wereldvoedselprogramma ·
2021: Ressa, Moeratov ·
2022: Bjaljazki, Memorial, Centrum voor Burgerlijke Vrijheden ·
2023: Mohammadi ·
2024: Nihon Hidankyo